# Pedro Troglio
Pedro Antonio Troglio (Luján, 28 luglio 1965) è un allenatore di calcio ed ex calciatore argentino, di ruolo centrocampista, tecnico del Banfield.

## Carriera

### Giocatore

#### Club

Troglio (a sinistra) e il connazionale Claudio Caniggia al Verona nella stagione 1988-1989

Esordì nel River Plate nel 1983, all'età di 18 anni; nei primo quadriennio collezionò soltanto 3 presenze che gli valsero comunque il titolo di campione d'Argentina nella stagione 1985-1986. Tuttavia fu solo dalla stagione successiva che iniziò a giocare regolarmente e ad affermarsi come una promessa del calcio argentino.
Arrivò in Italia nella stagione 1988-1989 acquistato dal Verona. L'anno successivo si trasferì alla Lazio dove rimase due stagioni. Passò poi all'Ascoli con cui nel 1991-1992 retrocesse in Serie B, serie in cui giocò i successivi 2 campionati sempre con i marchigiani.
Lasciò quindi l'Italia per giocare un anno nel campionato giapponese con l'Avispa Fukuoka, tuttavia l'alto rendimento lo convinse a tornare a disputare un campionato più competitivo in patria. Tornò definitivamente in Argentina nel 1997 ingaggiato dal Gimnasia La Plata dove visse un periodo particolarmente felice. Chiuse la carriera da calciatore con il Villa Dálmine in quarta serie argentina.
Nel giugno del 2006 la squadra del Gimnasia La Plata ha ritirato la maglia n. 21 in suo onore (primo caso in Argentina).

#### Nazionale
A partire dal 1987 fu convocato nella nazionale argentina. Fece anche parte della selezione per il campionato del mondo 1990 in Italia, dove non fu mai titolare inamovibile, ma ebbe la soddisfazione di segnare una rete, quella che sbloccò il risultato, in Argentina-URSS (2-0), e di giocare sia nella semifinale (Argentina-Italia (1-1 d.t.s, 4-3 d.c.r.) che nella finale (Germania Ovest-Argentina (1-0) che lo laureò vicecampione del mondo.

### Allenatore
Iniziò la carriera di allenatore nel campionato di apertura 2004 al Godoy Cruz nella Primera B Nacional (serie B argentina) ma a metà stagione approdò di nuovo in prima divisione alla guida del Gimnasia La Plata che guidò nella clausura 2005. La stagione successiva eguagliò il miglior piazzamento di sempre del Gimnasia, assicurandosi il secondo posto nell'apertura 2005 e mancando il titolo a favore del Boca Juniors per soli 3 punti.
La stagione 2006-2007 fu senza dubbio la peggiore. Si iniziò con il peggior risultato di sempre nel derby con l'Estudiantes, che finì con un roboante 7-0. Il culmine si ebbe comunque quando l'8 novembre 2006 fu ripetuto il secondo tempo della partita contro il Boca Juniors (sospesa in precedenza per fatti antisportivi imputati al presidente del Gimnasia), poi finito con una sconfitta in goleada: al termine della partita Troglio e alcuni giocatori fecero dichiarazioni in cui lasciarono capire di aver ricevuto minacce dai tifosi che volevano a tutti i costi perdere contro i Boquenses per favorirli nella corsa al titolo contro gli acerrimi rivali dell'Estudiantes.

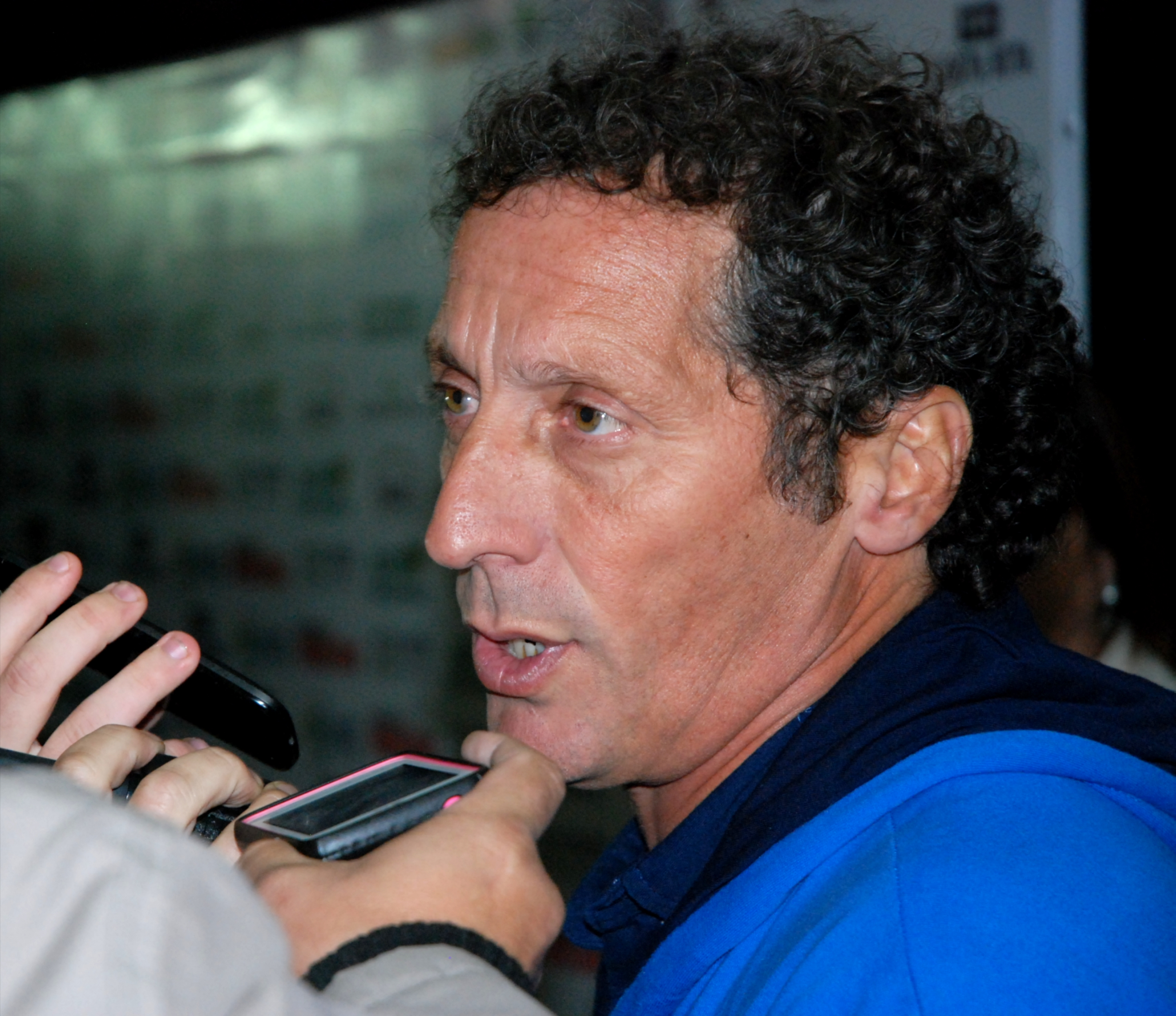
Troglio nel 2015

Nonostante questi (e altri) risultati, ed episodi gravemente negativi, Troglio non fu mai messo in discussione della tifoseria, che preferì invece scagliarsi contro il presidente Muñoz; ciò nonostante, a seguito dell'ennesima sconfitta in goleada contro il Boca (5-1), il 2 aprile 2007 il tecnico preferì rassegnare le dimissioni.
Nel campionato di apertura 2007 Troglio è stato ingaggiato dall'Independiente, prima di essere esonerato il 26 marzo 2008. Sempre nel 2008 viene assunto dal Cerro Porteño, la più importante squadra del Paraguay, con il quale vincerà il torneo di apertura nel 2009. In seguito venne contattato da Diego Armando Maradona per affiancarlo nella nazionale argentina, ma rifiutò.
Il 31 maggio 2010 viene chiamato dall'Argentinos Juniors, club campione dell'ultimo torneo di clausura argentino, per sostituire Claudio Borghi, approdato al Boca Juniors. Nonostante un rinnovo di contratto siglato pochi mesi prima, nel settembre 2011 rassegna le dimissioni per accettare, poche settimane dopo, di allenare il Gimnasia La Plata, squadra della Primera B, con cui ottiene nel 2012-2013 la promozione nella Primera Division. Il 15 marzo 2016 viene sollevato dall'incarico. Successivamente è alla guida di Tigre e Universitario.

## Statistiche

### Cronologia presenze e reti in nazionale
| Cronologia completa delle presenze e delle reti in nazionale ― Argentina | Cronologia completa delle presenze e delle reti in nazionale ― Argentina | Cronologia completa delle presenze e delle reti in nazionale ― Argentina | Cronologia completa delle presenze e delle reti in nazionale ― Argentina | Cronologia completa delle presenze e delle reti in nazionale ― Argentina | Cronologia completa delle presenze e delle reti in nazionale ― Argentina | Cronologia completa delle presenze e delle reti in nazionale ― Argentina | Cronologia completa delle presenze e delle reti in nazionale ― Argentina |
| Data                                                                     | Città                                                                    | In casa                                                                  | Risultato                                                                | Ospiti                                                                   | Competizione                                                             | Reti                                                                     | Note                                                                     |
| ------------------------------------------------------------------------ | ------------------------------------------------------------------------ | ------------------------------------------------------------------------ | ------------------------------------------------------------------------ | ------------------------------------------------------------------------ | ------------------------------------------------------------------------ | ------------------------------------------------------------------------ | ------------------------------------------------------------------------ |
| 16-12-1987                                                               | Buenos Aires                                                             | Argentina                                                                | 1 – 0                                                                    | Germania Ovest                                                           | Amichevole                                                               | -                                                                        | 64’                                                                      |
| 31-3-1988                                                                | Berlino                                                                  | Unione Sovietica                                                         | 4 – 2                                                                    | Argentina                                                                | Torneo 4 Nazioni                                                         | 1                                                                        |                                                                          |
| 2-4-1988                                                                 | Berlino                                                                  | Germania Ovest                                                           | 1 – 0                                                                    | Argentina                                                                | Torneo 4 Nazioni                                                         | -                                                                        |                                                                          |
| 12-10-1988                                                               | Siviglia                                                                 | Spagna                                                                   | 1 – 1                                                                    | Argentina                                                                | Amichevole                                                               | -                                                                        |                                                                          |
| 2-7-1989                                                                 | Goiânia                                                                  | Argentina                                                                | 1 – 0                                                                    | Cile                                                                     | Coppa America 1989 - 1º turno                                            | -                                                                        |                                                                          |
| 4-7-1989                                                                 | Goiânia                                                                  | Argentina                                                                | 0 – 0                                                                    | Ecuador                                                                  | Coppa America 1989 - 1º turno                                            | -                                                                        | 70’                                                                      |
| 8-7-1989                                                                 | Goiânia                                                                  | Argentina                                                                | 1 – 0                                                                    | Uruguay                                                                  | Coppa America 1989 - 1º turno                                            | -                                                                        |                                                                          |
| 8-7-1989                                                                 | Goiânia                                                                  | Argentina                                                                | 0 – 0                                                                    | Bolivia                                                                  | Coppa America 1989 - 1º turno                                            | -                                                                        | 54’                                                                      |
| 12-7-1989                                                                | Rio de Janeiro                                                           | Brasile                                                                  | 2 – 0                                                                    | Argentina                                                                | Coppa America 1989 - Girone finale                                       | -                                                                        |                                                                          |
| 14-7-1989                                                                | Rio de Janeiro                                                           | Uruguay                                                                  | 2 – 0                                                                    | Argentina                                                                | Coppa America 1989 - Girone finale                                       | -                                                                        |                                                                          |
| 16-7-1989                                                                | Rio de Janeiro                                                           | Argentina                                                                | 0 – 0                                                                    | Paraguay                                                                 | Coppa America 1989 - Girone finale                                       | -                                                                        |                                                                          |
| 21-12-1989                                                               | Cagliari                                                                 | Italia                                                                   | 0 – 0                                                                    | Argentina                                                                | Amichevole                                                               | -                                                                        | 39’                                                                      |
| 28-3-1990                                                                | Glasgow                                                                  | Scozia                                                                   | 1 – 0                                                                    | Argentina                                                                | Amichevole                                                               | -                                                                        | 49’                                                                      |
| 3-5-1990                                                                 | Vienna                                                                   | Austria                                                                  | 1 – 1                                                                    | Argentina                                                                | Amichevole                                                               | -                                                                        | 83’                                                                      |
| 8-5-1990                                                                 | Berna                                                                    | Svizzera                                                                 | 1 – 1                                                                    | Argentina                                                                | Amichevole                                                               | -                                                                        | 56’                                                                      |
| 13-6-1990                                                                | Napoli                                                                   | Argentina                                                                | 2 – 0                                                                    | Unione Sovietica                                                         | Mondiali 1990 - 1º turno                                                 | 1                                                                        |                                                                          |
| 18-6-1990                                                                | Napoli                                                                   | Argentina                                                                | 1 – 1                                                                    | Romania                                                                  | Mondiali 1990 - 1º turno                                                 | -                                                                        | 53’                                                                      |
| 24-6-1990                                                                | Torino                                                                   | Brasile                                                                  | 0 – 1                                                                    | Argentina                                                                | Mondiali 1990 - Ottavi di finale                                         | -                                                                        | 61’                                                                      |
| 30-6-1990                                                                | Firenze                                                                  | Argentina                                                                | 0 – 0 dts (3 - 2 dtr)                                                    | Jugoslavia                                                               | Mondiali 1990 - Quarti di finale                                         | -                                                                        | 51’ 61’                                                                  |
| 3-7-1990                                                                 | Napoli                                                                   | Argentina                                                                | 1 – 1 dts (4 - 3 dtr)                                                    | Italia                                                                   | Mondiali 1990 - Semifinale                                               | -                                                                        | 46’                                                                      |
| 8-7-1990                                                                 | Roma                                                                     | Germania Ovest                                                           | 1 – 0                                                                    | Argentina                                                                | Mondiali 1990 - Finale                                                   | -                                                                        | 84’                                                                      |
| Totale                                                                   |                                                                          | Presenze                                                                 | 21                                                                       |                                                                          | Reti                                                                     | 2                                                                        |                                                                          |

## Palmarès

### Giocatore

#### Club

##### Competizioni nazionali
- Campionato argentino: 1

River Plate: 1985-1986

##### Competizioni internazionali
- Coppa Libertadores: 1

River Plate: 1986
- Coppa Intercontinentale: 1

River Plate: 1986
- Coppa Interamericana: 1

River Plate: 1986

### Allenatore
- Campionato paraguaiano: 1

Cerro Porteño: Apertura 2009